# 박인호 (1854년)
박인호(朴寅浩, 본명: 박용호, 본명 한자: 朴龍浩, 1855년 2월 11일~1940년 4월 3일)는 대한제국의 천도교 제4대 대도주를 지낸 천도교의 지도자요, 민족 종교 계열의 독립운동가로, 1919년 3·1 대한 독립 만세 운동 당시의 기미 민족 대표 49인의 일원이다. 충청도 예산 생이고, 본은 밀양(密陽).
자(字)는 도일(道一)이며, 천도교(天道敎)의 도호(道號)는 춘암(春菴)이다.

## 생애
조선 충청도 예산에서 출생하여, 1883년 동학(훗날의 천도교)에 입교했다. 1884년 제2대 교주인 최시형에게 〈'가섭사'〉에서 직접 지도를 받은 몇수명의 제자들 중 한 명이다. 고향인 예산에서 포교하던 도중에 동학 농민 운동에서 덕산 대접주 자격으로 참가하여 충청도 홍주, 예산, 신례원 지역에서 동학군을 이끌고 관군과 싸웠다. 이후 1904년에는 손병희의 갑진개혁운동에 동참했고, 1907년에는 천도교의 차도주(次道主)가 되었다.
1908년 1월 18일에는 제3대 교주 손병희의 뒤를 이어 제4대 천도교 교주가 되었다. 박인호는 천도교 교주가 된 이후에 교단의 조직과 규칙을 개편하여, 일진회를 모두 광범위하게 내쫓는 등, 이 일진회를 비롯한 친일 세력의 개입에 시달리고 있던 천도교를 안정시켰다. 또한 교리강습소를 설치하면서 천도교 교역자를 양성하는 한편 체계적인 교육문화운동을 발전시키기 위해 사범강습소를 설치했다.
박인호는 전국 각지에 부인전교사와 부인순회교사를 임명하여 여성들을 대상으로 한 천도교 교역 활동을 전개하는 한편 《신언》(神言), 《천도교서》(天道敎書)를 비롯한 천도교 교단의 지침서를 집필했다. 또한 경제적인 어려움을 겪고 있던 동덕여학교, 양덕여자학교, 삼호보성소학교, 문창학교 등을 직접 인수하여 교육 운동을 전개했고 교리서 발간, 교리강습소 운영을 통한 종교 계몽 운동을 전개했다.
1919년 손병희의 주도로 3·1 운동이 일어났을 때에는 민족 대표 49인 중 한 명으로 참가하였다. 최린을 통해 천도교 자금 5,000원을 3·1 운동 경비로 지원하였고, 이종일, 이종린, 김홍규, 윤익선과 함께 《조선독립신문》의 발간과 인쇄 작업을 맡았다. 이 사건으로 인해 박인호는 1919년 3월 10일에 독립 운동 자금 모금 혐의로 체포되어 1년 9개월 동안 수감되었지만 1920년 12월 10일 경성복심법원에서 열린 복심 재판에서 무죄 판결을 선고받았다.
손병희 사후 최린의 신파와는 대립하여 일본에 대해 비타협적인 입장을 고수했다. 1922년 1월 18일에는 천도교 교주로 다시 임명되었지만 6월 6일에 천도교 구파와 신파 간의 갈등으로 인해 사임하게 된다. 1926년 조선공산당과 천도교 구파가 순종 사망으로 인한 국장을 계기로 6·10 만세운동을 연합 조직할 때 가담했다.
1938년에는 천도교 지도자들에게 반일 기도를 지시한 무인 멸왜 기도 사건(戊寅 滅倭 祈禱 事件)이 드러나기도 했다. 천도교(天道敎)의 원로 박인호는 1939년 2월 1일 이후에 천도교 교단 활동을 최인, 권동진, 오세창 등에게 모두 넘겨주고 물러나게 된다.

## 사후
- 대한민국 정부는 그의 공헌을 기려 1990년 건국훈장 독립장을 추서하였다.

## 참고 자료
- 박인호 : 독립유공자 공훈록 - 국가보훈처
- 천도교, 천도교의 발자취 - 춘암상사와 문화운동시대